# لويس مكنزي
لويس وارتون ماكنزي (من مواليد 30 أبريل 1940) هو لواء كندي متقاعد ومؤلف ومعلق إعلامي. يشتهر ماكنزي بتأسيس وقيادة قطاع سراييفو كجزء من قوة الحماية التابعة للأمم المتحدة في يوغوسلافيا السابقة في عام 1992. تلقى ماكنزي سمعة سيئة لدوره في فضيحة قضية الصومال ولإخفاقات كندا في حفظ السلام في البوسنة والهرسك ، كان لاحقا معارض صريح لتورط الناتو في حرب كوسوفو.

## السيرة الشخصية
وُلد ماكنزي في ترورو في نوفا سكوشا وهو ابن يوجين وشيرلي ماكنزي (سابقا وارتون) ونشأ في برينسبورت المجاورة. تم تسميته على اسم عمه الكبير قائد المركبة الشراعية في نوفا سكوشا لويس وارتون. حارب جد ماكنزي إسرائيل وارتون باعتباره الموالي للإمبراطورية المتحدة في الحرب الثورية الأمريكية وشارك في معركة واكسهوس قبل أن يستقر لاحقا في منطقة ليفربول.

## المهنة العسكرية
التحق ماكنزي بفرقة بنادق الملكة الخاصة بكندا وتم تكليفه في عام 1960. خلال مسيرته المهنية في الجيش الكندي خدم ماكينزي تسع سنوات في ألمانيا الغربية مع قوات الناتو وأجرى تسع جولات لحفظ السلام مع الأمم المتحدة في ست مناطق مهام مختلفة – قطاع غزة (1963 و 1964) وقبرص (1965 و 1971 و 1978) وفيتنام ومصر وأمريكا الوسطى (1990-1991 قائد بعثة مراقبي الأمم المتحدة) ويوغوسلافيا السابقة (1992-1993).
بين مهام حفظ السلام عمل ماكنزي كمدرس في كلية القيادة والأركان للقوات الكندية (1979-82) ومدير تدريب الجيش في سانت هوبرت في كيو (1983-85) وقائد قاعدة القوات الكندية في جاجتاون (1988-90) وكان مسؤول عن تدريب الضباط في مركز التدريب القتالي. في عام 1985 تم تعيينه مدير للتوظيف القتالي للنساء وفي عام 1991 تم تعيينه نائب لقائد المنطقة المركزية للقوات البرية التابعة للجيش الكندي.
بعد عودته من البلقان في أكتوبر 1992 تم تعيين ماكنزي قائد للجيش في أونتاريو. تقاعد من القوات الكندية عام 1993 بعد 35 عاما من العمل.
كان أول كندي عسكريا أو مدنيا يحصل على وسام الخدمة الاستحقاق الثاني. وكان الثاني العميد غي لاروش في أكتوبر 2010.

## فضيحة الصومال
تعرض لويس ماكينزي لانتقادات من قبل لجنة التحقيق الصومالية لمساهمته في قضية الصومال بعد أن ارتكبت القوات الكندية في الصومال انتهاكات لحقوق الإنسان وخروقات للقانون الإنساني الدولي وتبين أن أفراد القيادة الكندية قد شاركوا في عملية تستر لاحقة.
لاحظت اللجنة أن ماكنزي أدلى بشهادته بطريقة صادقة ومباشرة ولم يقبل دائما كل ما قاله ولكنه وافق على أنه قدم الحقيقة كما رآها. ووجدت أن رغبة رؤسائه في استعراض نجاحاته كبطل حقيقي للقوات الكندية قد أضعفت قدرته على الإشراف والسيطرة على الأمور التي كانت مسؤولياته الأساسية.
وجدت اللجنة أن ماكنزي قد فشل بشكل كاف في التحقيق في مشاكل القيادة والانضباط الكبيرة في الفوج الكندي المحمول جوا لإبلاغ نفسه بالمشكلات واتخاذ خطوات علاجية حاسمة لضمان حلها بشكل مناسب. بالإضافة إلى ذلك وجدت أنه لم يراقب تدريب الفوج بشكل كاف لضمان تطويره كوحدة متماسكة أو وضع أحكام كافية لتدريب القوات أو اختبارها وفقا لقواعد الاشتباك التي تم تطويرها حديثا وفشل في توجيه والإشراف على تدريب أفراد القوة المشتركة الكندية الصومالية على قانون الصراع المسلح لعمليات دعم السلام.
قضت اللجنة كذلك بأن على ماكينزي التزامات مهمة كقائد وتحمل بالتالي مسؤولية الإخفاقات المرتبطة بتنفيذ تلك الالتزامات. كان دوره محوري وعلى الرغم من حقيقة أنه كان غائب بالضرورة عن منصبه بسبب الالتزامات التي تغاضى بها رؤساؤه إلا أن الأخطاء في التسلسل القيادي أدناه بقيت مسؤوليته وتدفقت منه إلى أعلى المستويات في هيكل القيادة.

## حرب البوسنة والهرسك
في فبراير 1992 تم تعيين ماكنزي رئيس لأركان قوة الأمم المتحدة لحفظ السلام في يوغوسلافيا السابقة المكلف بالإشراف على وقف إطلاق النار في كرواتيا. وكان مقر القوة في سراييفو عاصمة البوسنة والهرسك. في أبريل 1992 اندلعت حرب البوسنة والهرسك. أنشأ ماكينزي وتولى قيادة قطاع سراييفو التابع لقوة حفظ السلام في مايو 1992. واستخدم قوة الأمم المتحدة لفتح مطار سراييفو لتوصيل المساعدات الإنسانية. باستخدام وسائل الإعلام كوسيلة لمحاولة المساعدة في استعادة السلام أصبح ماكنزي أحد المشاهير العالميين.
عاد ماكينزي من البلقان في أكتوبر 1992 في ظروف مثيرة للجدل. كعضو في القوات المسلحة الكندية تم منعه من التعليق على سياسة الحكومة. بعد انتقاد عدم قدرة الأمم المتحدة على قيادة قوات حفظ السلام التابعة لها والسيطرة عليها ودعمها تقاعد من الجيش في مارس 1993.
كتب منذ ذلك الحين وألقى محاضرات عن تجاربه في يوغوسلافيا السابقة متسائل عن أعداد القتلى في مذبحة سريبرينيتشا وهو الحدث الذي جاء بعد فترة خدمته في المنطقة. وقد طعن في النتائج التي توصلت إليها المحكمة الجنائية الدولية ليوغوسلافيا السابقة وفي عام 2005 طعن في الاستنتاجات والأسباب التي توصل إليها حكم محكمة الاستئناف لعام 2004 في قضية كرستيتش بأن جريمة الإبادة الجماعية قد ارتكبت في سريبرينيتشا في يوليو 1995:
...
وقد عارض أيضا أن سريبرينيتشا كانت في أي وقت منطقة آمنة للأمم المتحدة وجادل بأن متطلبات نزع السلاح المفروضة على كل من الجانب الصربي (المحيط بسربرينيتشا) والجانب البوسني (داخل الجيب) لم يتم الوفاء بها أبدا:
كتاب صدر في عام 2000 بعنوان: «الأسد والثعلب والنسر» للكاتب كارول أوف والذي يخصص ثلث محتواه لدور ماكنزي في يوغوسلافيا يدعي أن ماكنزي كان جاهل عن عمد بالوضع السياسي البوسني وتم التلاعب به ليكون وسيلة مؤيدة للدعاية الصربية. في عام 1993 اتهم المراسل الاستقصائي والصحفي الحائز على جائزة بوليتسر روي غوتمان ماكنزي برحلتين إلى واشنطن العاصمة إحداهما للتحدث أمام مؤسسة هيريتيج والأخرى للظهور كشاهد خبير في لجنة القوات المسلحة بمجلس النواب بتمويل من شبكة الصرب وهي مجموعة ضغط أمريكية صربية. في مقابلة هاتفية مع جوتمان أجاب ماكنزي: «لن أتفاجأ إذا كان هناك بعض التدخل الصربي بالنظر إلى من بدأ العقد ومع ذلك سأصاب بخيبة أمل كبيرة إذا كان هذا هو الحال». في اليوم التالي للمقابلة ظهر مقال في نيوز داي يشير إلى أن مكينزي كان على كشوف المرتبات الصربية. عندما أكد ماكنزي أن مصدر الأموال كان شبكة الصرب بالفعل تبرع بكامل الرسوم إلى الاتحاد الكندي لأبحاث الإيدز (كانفار). ومع ذلك انتقد مسؤولو الأمم المتحدة في النهاية «افتقاره إلى الحكم» في هذه المسألة.

## ما بعد العسكرية

### وسائل الإعلام
ماكنزي هو مؤلف كتابين:
- جندي السلام: الطريق إلى سراييفو
- جعلني الجنود أبدو جيدا: حياة في ظل الحرب

وكتب أيضا مقالات قصيرة حول الشؤون العسكرية غالبا في غلوب أند ميل:
- «يمكننا المساعدة في مالي بدون وضع أحذية على الأرض» 23 يناير 2013
- «الطريق إلى دمشق يمر عبر موسكو» 22 فبراير 2012
- «إستراتيجية أمل الناتو في ليبيا تقصف» 10 يونيو 2011

كثيرا ما تبحث عنه وسائل الإعلام الكندية كمعلق للشؤون الأمنية والعسكرية:
- «تشققات تظهر في إستراتيجية الناتو في ليبيا» 22 يونيو 2011
- «بينما يتعرض السياسيون لعمليات التجسس فإن مهمة كندا في ليبيا تحلق تحت الرادار» 24 مارس 2011
- «المحافظون يتركون المناوشات الانتخابية تطغى على الحرب في ليبيا» 29 مارس 2011
- «فضيحة دانيال مينارد تترك الجيش يترنح» 30 مايو 2010

في عام 2005 بعد تعيين الفريق السابق روميو دالير سيناتور ليبرالي كتب ماكنزي افتتاحية في غلوب أند ميل بعنوان «روميو، روميو، لماذا أنت حزبي؟» مجادلة بأن دالير قد تنازل عن موقفه السابق بتأييد موقف الحزب الليبرالي من التدخل في السودان.
في 19 أبريل 2010 تمت مقابلة ماكنزي على قناة سي تي في باور بلاي فيما يتعلق باتهامات أحمد شاه مالغاراي المترجم الذي شهد استجوابات يزعم فيها أن أحد الشهود روى أن الجيش الكندي قتل أفغاني يبلغ من العمر 17 عام. ونفى ماكينزي تلك الاتهامات ووصفها بأنها «حماقة» و«إهانة» للجيش الكندي بينما اعتبر أن نفي الجيش الكندي له مصداقية. عارض أمير عطاران أستاذ القانون ومحامي مالغاراي ماكنزي بحجة أنه بدل من مقارنة المصداقية يجب على الجيش الإفراج عن سجلات استجواب المحتجزين إلى البرلمان حتى يتمكن البرلمان من تحديد ما حدث بناء على الحقائق المتاحة. وبحسب عطاران فإن تقديم الوثائق المتعلقة باستجواب المحتجزين شرط قانوني بينما لا يلزم نشرها على الملأ. ووصف ماكينزي الأمر بأنه «سخيف» و«غريب» تقديم مثل هذه الوثائق إلى البرلمان وعلاوة على ذلك فإنه «غير قلق» بشأن المتطلبات القانونية للقيام بذلك. قرب نهاية المقابلة هاجمت ماكينزي شفهيا الدكتور أتاران: «آخر مرة تحققت فيها في استطلاعات الرأي المختلفة التي أجريت في جميع أنحاء كندا كانت القوات الكندية في صدارة الجدارة بالثقة مع السكان الكنديين. لن أذكر أين المحامين تم تحديدها».
مقابلة ماكينزي في فيلمين وثائقيين للمخرج الصربي الكندي بوريس مالاغورسكي: كوسوفو: هل يمكنك أن تتخيل؟ (2009) ووزن السلاسل (2011). كما ساهم في الفيلم الوثائقي الكندي إذا كان علي أن أسقط الذي يركز على التجربة العسكرية الكندية في أفغانستان منذ 11 سبتمبر.
في عام 2021 تم الإعلان عن ماكنزي كقائد فخري لحرس فورت هنري ومقره من موقع فورت هنري التاريخي الوطني في كينجستون في أونتاريو.

## السياسة
في الانتخابات الفيدرالية لعام 1997 كان ماكنزي مرشح تقدمي عن حزب المحافظين لعضوية البرلمان عن وسط أونتاريو لركوب باري ساوند - موسكوكا. اقترح زعيم حزب المحافظين جان شارست أنه إذا فاز حزبهم بالسلطة فإن ماكنزي سيصبح نائب لرئيس الوزراء. حسن المحافظون من مكانتهم واستعادوا وضع الحزب الرسمي على الرغم من أن ماكينزي احتل المركز الثاني بعد الليبرالي الحالي آندي ميتشل.

### الأنشطة الترفيهية

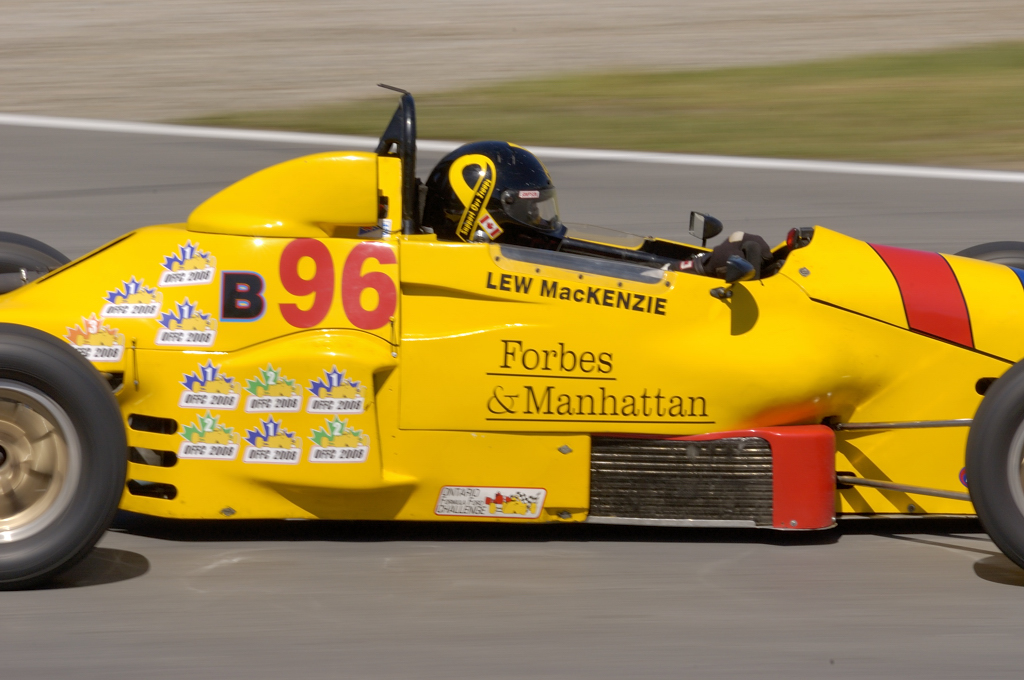
لويس ماكنزي يقود سيارته فورمولا فورد يوم الجمعة 28 أغسطس 2009 كجزء من سباق نابا 200 على حلبة جيل فيلنوف في مونتريال.

ماكنزي هو من عشاق سباقات السيارات مدى الحياة. وفقا لمقال نُشر في 23 سبتمبر 2007 تايمز كولونيست فهو سائق سيارات سباق متحمس وماهر وتنافسي بعد أن فاز ببطولة أونتاريو الماسية لعام 2007 لفورمولا فوروردز عن عمر يناهز 67 عام.

## الإنجازات
ماكنزي حاصل على جائزة فيمي والتي تكرم الكندي الذي قدم مساهمة كبيرة ومميزة في الدفاع عن الوطن وأمنه والحفاظ على قيمه الديمقراطية.
في عام 2006 حصل على وسام كندا.